# Rufin Lué
Rufin Lué (5 gennaio 1968) è un ex calciatore ivoriano, di ruolo difensore.

## Carriera

### Club
Ha sempre giocato per club ivoriani.

### Nazionale
Con la maglia della nazionale ha vinto la Coppa delle nazioni africane 1992.

## Palmarès

### Club

#### Competizioni nazionali
- Campionato ivoriano: 4

Africa Sports: 1988, 1989, 1996, 1999
- Coppa della Costa d'Avorio: 3

Africa Sports: 1989, 1993, 1998

#### Competizioni internazionali
- Coppa delle Coppe d'Africa: 2

Africa Sports: 1992, 1999
- Supercoppa CAF: 1

Africa Sports: 1993

### Nazionale
- Coppa d'Africa: 1

1992